# Lepisiota rubrovaria
Lepisiota rubrovaria är en myrart som först beskrevs av Auguste-Henri Forel 1910.  Lepisiota rubrovaria ingår i släktet Lepisiota och familjen myror.

## Underarter
Arten delas in i följande underarter:
- L. r. pilosa
- L. r. rubrovaria